# Mario Trejo
Mario Alberto Trejo Guzmán (født 11. februar 1956 i Mexico City, Mexico) er en tidligere mexicansk fodboldspiller (forsvarer).
Trejo startede sin seniorkarriere hos Mexico City-storklubben América, hvor han spillede fra 1975-86. I løbet af denne periode var han med til at sikre klubben fire mexicanske mesterskaber, inden han sluttede karrieren af med fire sæsoner hos Tampico Madero.
Trejo nåede over en periode på seks år at spille 53 kampe for Mexicos landshold. Han var en del af det mexicanske hold der nåede kvartfinalerne ved VM i 1986 på hjemmebane, og spillede to af holdets fem kampe i turneringen.

## Titler
Liga MX
- 1976, 1984, 1985 og 1986 med América